# Schwergut

Verladung einer Rektifikationskolonne an Bord der Beluga Constellation. Die Bordkräne verfügen über eine kombinierte Hebekapazität von 480 Tonnen im Tandembetrieb.

Als Schwergut werden besonders schwere und/oder sperrige Ladungsgüter bezeichnet, die aufgrund ihrer Form, ihres Gewichts oder Sensibilität nicht in Standard-Containern transportiert werden können. Beispiele dafür sind große Turbinen, Yachten oder andere kleinere Schiffe wie Schlepper, Eisenbahnwaggons oder Lokomotiven, Hafenkrane, Windkraftanlagen (bzw. Teile davon), Fabrikmodule oder Komponenten der Öl- und Gas-Industrie oder Offshorebauwerke.
Ein einzelnes Frachtstück kann bis zu 1000 Tonnen oder mehr wiegen und/oder eine Dimension von 100 Meter in eine Richtung erreichen. Kennzeichnend für Schwergut ist die fehlende Standardisierung des Frachtstücks, die im Gegensatz zu Containern oder Schüttgut eine individuelle Transportplanung nötig macht. Schwergüter werden in der Regel als Ganzes oder in großen Einzelteilen transportiert und können dafür nicht weiter zerlegt werden oder es wäre unwirtschaftlich, sie wieder zu zerlegen.

## Transport
Zum Transport von Schwergut werden an Land spezielle Lkw bzw. Auflieger verwendet (Tieflader), die durch ihre große Ladefläche und hohe Ladekapazität dafür besonders geeignet sind. Sogenannte Selbstfahrer können Lasten von bis zu 17.000 Tonnen transportieren. Im Lufttransport kommen besonders großvolumige und starke Frachtflugzeuge wie die Antonow An-124 oder Antonow An-225 zum Einsatz, die bis 250 Tonnen Ladung transportieren kann. Für den Transport auf Binnengewässern oder über See werden oft Schwimmkörper ohne eigenen Antrieb verwendet (Leichter oder Pontons), die Schlepper im Zug- oder Schubverband zu ihrem jeweiligen Bestimmungsort bewegen. Für den Seetransport kommen auch spezielle Schwergutfrachter zum Einsatz, die über eigene Krane zum Laden und Löschen von Schwergut verfügen. Der Transport von Schwergut gehört zu den anspruchsvollsten und planungsintensivsten Dienstleistungen in der Logistik und wird von spezialisierten Unternehmen durchgeführt.